# Neumagen-Dhron
Neumagen-Dhron è un comune di 2 294 abitanti della Renania-Palatinato, in Germania.
Appartiene al circondario (Landkreis) di Bernkastel-Wittlich (targa WIL) e fino alla fine del 2011 apparteneva al Verbandsgemeinde Neumagen-Dhron, da tale data è parte della comunità amministrativa (Verbandsgemeinde) di Bernkastel-Kues.